# 陳求発
陳 求発（ちん きゅうはつ、チェン・チウファー、1954年12月 - ）は、中華人民共和国の官僚、政治家。湖南省城歩ミャオ族自治県出身のミャオ族。現職は全国人民代表大会教育科学文化衛生委員会副主任委員。

## 経歴
1954年12月、湖南省城歩ミャオ族自治県で生まれる。青年時代は地元の聯興小学校で教師をしていた。1978年、国防科技大学を卒業。同年、中華人民共和国航天工業部に入局。2005年7月、中華人民共和国国防科学技術工業委員会副主任に昇格。
2008年3月、中華人民共和国工業情報化部副部長。同年8月、国家原子能機構主任、国家国防科技工業局局長、党組書記を兼務。さらに2010年7月には中国国家航天局局長を兼任する。
2013年1月、中国人民政治協商会議湖南省委員会主席、党組書記に転出。
2015年5月、党務に転じて遼寧省に赴任し、遼寧省党委員会副書記、省長代理に就任した。6月10日、同省の第12期人民代表大会第5回会議で省長に選出される。2017年10月、遼寧省党委書記に昇格、同時に省長を辞任。2018年1月、遼寧省人民代表大会常務委員会主任を兼務する。2020年9月1日、遼寧省党委書記を退任し、同年10月17日の第13期全国人民代表大会常務委員会第22次会議通達により同大会教育科学文化衛生委員会副主任委員に転任。